# Callistoctopus rapanui
El Pulpo de Rapa Nui (Callistoctopus rapanui) es una especie endémica de pulpo de la Familia Octopodidae y del Género Callistoctopus, que agrupa a los pulpos nocturnos.

## Descripción
Su textura es cutánea y rugosa o verrugosa, ya que muestra papilas o tubérculos en las superficies dorsales y laterales de manto, cabeza y brazos.
Su color es, en juveniles y adultos, marrón con pintas café anaranjado. Con algunos tonos azulados.
Otros rasgos morfológicos que tiene este octópodo son:
- Manto cilíndrico y algo estrecho, de apertura amplia.
- Cabeza de tamaño pequeño y ligeramente separada del manto
- Ojos pequeños.
- Brazos largos y robustos en base, pero que se estrechan hacia las puntas.
- El primer brazo siempre es más largo y el cuarto el más chico.
- Ventosas biseriadas y moderadamente grandes.
- El tercer brazo derecho está hectocotilizado en los machos.[4]

## Distribución geográfica
Este animal se encuentra, por el pacífico sureste, en la Isla de Pascua., en Hanga Piko.

## Ecología
Es un depredador carnívoro que mayormente caza por las noches, se le considera un invertebrado de alto nivel trófico.

## Hábitat
Este animal se encuentra mayormente en arrecifes de coral, sus distribuciones verticales reportadas son de 0 a 4 m profundidad en pozas de marea (o intermareales), mientras que en arena fangosa entre 50-80 m de profundidad.

## Tamaño
Su longitud total (LT) es de 55 cm, sin embargo, otras fuentes mencionan un tamaño de 70 cm.

## Etimología
El epíteto específico -rapanui- del nombre científico C. rapanui, se debe a la Isla de Pascua, que en idioma rapanui es llamada Rapa Nui.